# Эйсбруннер, Максим Сергеевич
Максим Сергеевич Эйсбруннер (род. 25 марта 1986, Иркутск) — российский и монгольский игрок в хоккей с мячом, полузащитник и защитник. Мастер спорта России (2008). Мастер спорта Монголии (2017).

## Карьера
Воспитанник хоккейной школы команды «Локомотив-Сибскана» (в команде с 2001 года) — фарм-клуба «Сибсканы-Энергии» (все — Иркутск).
Перед сезоном 2002/03 включён в состав «Сибсканы-Энергии». Провёл первые 3 игры за команду во второй половине сезона 2002/03 в плей-фф чемпионата России. В следующем сезоне — 4 игры. В начале сезона 2004/05 также был в заявке «Байкал-Энергии», но в матчах чемпионата и Кубка России участия не принимал.
В дальнейшем в игровой карьере Эйсбруннера были ещё два этапа выступлений за «Байкал-Энергию» — с 2006 по 2009, с 2012 по 2014 год.
Также был игроком мурманского «Мурмана» (2011/12), «Динамо-Казани» (август — декабрь 2014) и ульяновской «Волги» (декабрь 2014 — январь 2016).
Всего в высшем дивизионе чемпионатов России провёл 177 игр, забил 20 мячей и сделал 11 результативных передач.
Также играл за команды, представляющие первую лигу первенства России: в сезоне 2005/06 в составе шелеховского «Металлурга», с 2009 по 2011 год — в биробиджанской «Надежде», в сезоне 2016/17 провёл 4 игры за красногорский «Зоркий».
В 2017 году дебютировал в составе сборной Монголии, с которой принял участие в турнире команд группы «Б» (итоговое 3-е место) на чемпионате мира 2017 года.
Дед Максима — Станислав Эйсбруннер — неоднократный чемпион СССР по хоккею с мячом.

## Достижения
«Металлург» (Шелехов)
- Серебряный призёр первенства России среди команд первой лиги: 2005/06[4]

«Байкал-Энергия»
- Бронзовый призёр Международного турнира на призы Правительства России: 2006[20]

Сборная России (до 17 лет)
- Чемпион мира среди юношей: 2003[21]

### Комментарии
1. ↑  Количество игр и голов за клуб(ы) в высшем дивизионе чемпионатов России
2. ↑  Результативные передачи